# Øyvind Berg
Øyvind Berg (* 10. März 1971 in Løken i Høland) ist ein ehemaliger norwegischer Skispringer.

## Werdegang
Berg begann seine internationale Karriere mit dem Gewinn der Silbermedaille im Teamspringen bei den Junioren-Weltmeisterschaften 1988 in Saalfelden gemeinsam mit Tor-Helge Bakken, Kåre Herrem und Kent Johanssen. Ein Jahr später gewann er bei den Junioren-Weltmeisterschaften 1989 in Vang gemeinsam mit Erlend Schumann, Henning Wold und Kent Johanssen die Bronzemedaille. Am 7. März 1990 gab Berg sein Debüt im Skisprung-Weltcup und erreichte dabei im schwedischen Örnsköldsvik den 59. Platz. In den folgenden Monaten konnte er seine Leistung stetig steigern, so dass er am 12. Januar 1991 in Oberhof mit dem 13. Platz erstmals Weltcup-Punkte gewinnen konnte. Am 3. März gelang ihm in Lahti erstmals der Sprung unter die besten zehn, bevor er am 13. März in Trondheim erstmals mit einem 3. Platz aufs Podium sprang. Berg beendete die Weltcup-Saison 1990/91 auf dem 23. Platz in der Gesamtwertung. Bei der Norwegischen Meisterschaft 1992 in Trondheim gewann er hinter Lasse Ottesen und Magne Johansen die Bronzemedaille von der Großschanze. Kurz darauf gehörte er zum norwegischen Aufgebot für die Olympischen Winterspiele 1992 in Albertville. Dort sprang er von der Großschanze auf den 34. Platz und landete von der Normalschanze punktgleich mit dem Schweden Staffan Tällberg auf dem 35. Platz. Nach den Spielen konnte Berg nur selten Weltcup-Punkte gewinnen. Bei der Nordischen Skiweltmeisterschaft 1993 in Falun erreichte er von der Normalschanze den 22. Platz. Mit der Mannschaft gewann er überraschend Gold im Teamspringen auf der Großschanze. Nach der Weltmeisterschaft gelang es ihm wieder vermehrt, Weltcup-Punkte zu gewinnen und Platzierungen unter den besten zehn zu erreichen. Bei den Norwegischen Meisterschaften 1993 in Lillehammer gewann er hinter Espen Bredesen die Silbermedaille von der Normalschanze. Diesen Erfolg wiederholte er 1994 in Vegårshei von der Großschanze. Trotz stagnierender Leistungen im Weltcup, auf Grund denen er zeitweise parallel im Skisprung-Continental-Cup antrat, gehörte er erneut zum Aufgebot für die Olympischen Winterspiele 1994 in Lillehammer. Dabei sprang er von der Normalschanze auf den 52. und von der Großschanze auf den 17. Platz. Im Teamspringen verpasste er gemeinsam mit Roar Ljøkelsøy, Lasse Ottesen und Espen Bredesen mit dem 4. Platz nur knapp die Medaillenränge. Nach den Olympischen Spielen konnte Berg gemeinsam mit der Mannschaft bei den Teamspringen in Lahti und Thunder Bay den 3. Platz erreichen und stand so erneut, aber auch letztmals, auf dem Podium. 1995 gewann Berg in Oslo erneut Silber bei den Norwegischen Meisterschaften von der Normalschanze. In der folgenden Saison sprang er neben den Einsätzen im Weltcup auch im Continental-Cup, wo er nach zwei Siegen im US-amerikanischen Lake Placid und zwei weiteren Podiumsplätzen den achten Rang in der Gesamtwertung erreichte. 1996 beendete er seine aktive Skisprungkarriere, nachdem er bei der Norwegischen Meisterschaft in Meldal mit der Mannschaft noch einmal Bronze im Teamspringen gewann.
Als Begründung für seinen Rücktritt sagte Berg, er habe „genug vom Kotzen“.

## Erfolge

### Continental-Cup-Siege im Einzel
| Nr. | Datum             | Ort         | Typ           |
| --- | ----------------- | ----------- | ------------- |
| 01. | 30. Dezember 1995 | Lake Placid | Großschanze   |
| 01. | 31. Dezember 1995 | Lake Placid | Normalschanze |

## Statistik

### Weltcup-Platzierungen
| Saison  | Platz | Punkte |
| ------- | ----- | ------ |
| 1990/91 | 23.   | 046    |
| 1991/92 | 27.   | 026    |
| 1992/93 | 29.   | 024    |
| 1993/94 | 32.   | 102    |
| 1995/96 | 53.   | 058    |

### Continental-Cup-Platzierungen
| Saison  | Platz | Punkte |
| ------- | ----- | ------ |
| 1995/96 | 8.    | 595    |